# Fredens Kirke (København)
 For alternative betydninger, se Fredens Kirke. (Se også artikler, som begynder med Fredens Kirke)
Fredens Kirke er en kirke, der ligger på Ryesgade på Østerbro i Københavns Kommune. Kirken ligger for enden af en blind sidegade til Ryesgade, der regnes som en del af Ryesgade.

## Historie
I slutningen af 1800-tallet husede bygningen forlystelsesetablissementet Sortedamslund. I 1898 købte Kirkefondet den for 130.000 kr. for at indrette den til kirke. Dette faldt ikke i god jord hos Folkekirkens højrefløj. Ombygningen blev forestået af arkitekten Ludvig Knudsen, og kom til at koste 30.000 kr. Kirken kunne indvies den 18. november 1900. I 1906 blev tværbygningen tilføjet, sammen med tårnet, som er tegnet af Martin Nyrop. Murermester på tårnet var Andreas Wildt.
Siden 2019 har kirken været ejet af Fredens-Nazaret Menighedsfællesskab, der i samarbejde med sognets Menighedsråd anvender bygningerne til kirkelige formål. 

## Kirkebygningen
Den oprindelige bygning har én etage, bygget i røde mursten med et tagpaptækket tag med lav rejsning. Facaden er fagopdelt med ørelisener. Hvert fag har et højtsiddende rundbuet vindue med en enkel sandstenskarm og jernsprosser. Tværbygningen er kun ganske lidt højere, men er i to etager, og rummer våbenhus og sakristi på første etage samt menighedssal på anden etage. Bygningen har hvidmalede vinduer, rektangulære i nederste etage og rundbuede i øverste.
Tårnet, som sidder midt på tværbygningen, er i røde sten på den nederste del (op til tagkanten) og grå på den øverste. I overgangen er der otte bånd skiftevis i de to overflader, med direkte reference til tidligere tiders båndmurede landsbykirketårne. Tårnet afsluttes af et sekskantet skiferbeklædt spir, med et kors på toppen. Øverst på tårnet er der rundbuede dobbeltglugger på alle sider, og under dem, på facaden mod Ryesgade, sidder en urskive.
Indgangen er udsmykket med en klassisk rundbuet portal med trekantfronton, udført i mursten med sandstensdetaljer. I frontonen sidder et forgyldt IHS-monogram. Kirkens område afgrænses mod Ryesgade af et smedejernsgitter båret af murstenspiller med sandstensdetaljer.

## Interiør
Kirkerummet, der har 350 faste pladser, er enkelt og rektangulært med et fladt loft, der ligesom væggene er hvidmalet. Kirkens oprindelige dekoration var udført af Johan N. Schrøder, men er malet over. Koret er hævet træ trin over skibet. Gulvet er belagt med et blåt tæppe. Rummet var oprindeligt holdt i klassicistisk stil, men i dag er det kun stukkanten i tandsnitstil under loftet, som vidner om dette. Hvornår nyindretningen skete kan foreløbig kun præciseres til "mellem 1970 og 2001".
Man kan stadig se spor efter bygningens fortid som forlystelsesetablissement visse steder, i form af rester af en keglebane og en madelevator.
altertavlen bestod oprindeligt af en legemsstor kristusfigur i terrakotta, indrammet af korintiske søjler og en trekantfronton i hvidt på en mørk bagvæg flankeret af kannelerede pilastre. Den er siden udskiftet med et trækors på en dekorativ træbaggrund udført af Erik Ellegaard Frederiksen. Kristusfiguren, som var udført af August Hassel findes nu i våbenhuset. Alterbordet er ligeledes i træ.
Prædikestol og døbefont fortsætter trætemaet med beklædning af spejlet finer. Fonten er en ottekantet sokkel for et cirkulært dåbsfad. Den oprindelige døbefont i norsk marmor er nu anbragt i våbenhuset. Den oprindelige prædikestol i hvidmalet træ er forsvundet.
Orglet, som er anbragt på et orgelpulpitur modsat koret, har bibeholdt den hvidmalede klassicistiske facade. Orgelregistranten opgiver det til at være fra 1930 af I. Starup, og udstyret med 23 stemmer på to manualer og pedal.

### Literatur
- Storbyens virkeliggjorte længsler ved Anne-Mette Gravgaard. Kirkerne i København og på Frederiksberg 1860-1940. Foreningen til Gamle Bygningers Bevaring 2001. ISBN 87-87546-18-3
- De danske Kirker, redigeret af Erik Horskjær. Bind 1, Storkøbenhavn. G.E.C. Gads Forlag, 1969-1971. ISBN 87-12-17550-1

## Eksterne kilder og henvisninger
- Jens Pedersens fotografier af kirken Arkiveret 3. november 2008 hos  Wayback Machine
- Fredens Kirke hos KortTilKirken.dk
- Fredens Kirke på danmarkskirker.natmus.dk (Danmarks Kirker, Nationalmuseet)